# Liphistius buran
Espèce
Liphistius buran est une espèce d'araignées mésothèles de la famille des Liphistiidae.

## Distribution
Cette espèce est endémique du Perak en Malaisie. Elle se rencontre sur Pulau Pangkor.

## Description
Le mâle holotype mesure 11,73 mm et la femelle paratype 15,40 mm.

## Publication originale
- Schwendinger, Syuhadah, Lehmann-Graber, Price, Huber, Hashim, Bhassu & Monod, 2019 : A revision of the trapdoor spider genus Liphistius (Mesothelae: Liphistiidae) in Peninsular Malaysia; part 2. Revue Suisse de Zoologie, vol. 126, no 2, p. 321-353.